# 羅桂祥家族
羅桂祥家族是一個香港望族，指羅桂祥與其弟羅騰祥及羅芳祥的家族，祖籍廣東梅县。這個家族創立了一些香港的著名品牌。第一代羅桂祥（維他奶創辦人）與羅騰祥均曾於維他奶前身香港荳品有限公司工作。及後其弟分別創立大家樂及大快活。三間上市公司總資產超過500億港元。

## 家族特色
- 與何啟東家族有一段姻親關係：
  - 何猷龍＝羅秀茵

## 家族統計
- 政協委員
  - 羅桂祥[1][2]
  - 羅友禮

## 家族成員
- 罗进兴
  - 六子羅階祥 － 早期曾於香港荳品有限公司工作，負責收帳[3]:100
    - 羅開親 － 大家樂前執行董事
      - 羅名承 － 大家樂執行董事

  - 七子羅桂祥 = 鍾芹英（鍾群英），生開睦、開敦[4]；朱淑萍（朱淑冰），生友仁、友義、友禮、慕貞、慕連、慕玲[4]；成小澄
    - 羅開敦 － 大家樂前董事、大家樂股東、維他奶國際股東、羅桂祥基金受託人
    - 羅開睦 － 大家樂創辦人之一[5][6]，1970年代曾投資及製作電影，監製的電影包括《大家樂》[7]，至80年代淡出
      - 羅德承 － 大家樂執行董事兼首席執行官（2016年起，接替升為集團主席的堂叔羅開光）[8][9]、維他奶國際非執行董事、羅桂祥基金主席兼受託人
      - 羅家苖 －

    - 羅友仁 －1961年外國留學畢業回港，加入香港荳品有限公司工作，1968年加入董事局[3]:105
      - 羅俊義 －
      - 羅琪茵 = 女婿莊友堅
      - 羅秀茵 = 女婿何猷龍
        - 何開梓

    - 羅慕貞 － 羅桂祥基金受託人、維他奶國際前執行董事
      - Christopher Lai 黎東山 －
      - Eugene Lai 黎中山 － 維他奶國際執行董事

    - 羅友義 － 於澳洲修讀奶品科學，畢業後曾在澳洲和新西蘭工作，1965年回港加入香港荳品有限公司工作[3]:105，維他奶國際前執行董事、羅桂祥基金前主席兼受託人
      - Erik Lo 羅偉烈 － YOSO 創辦人
      - Francis Lo 羅偉昌 － YOSO 創辦人

    - 羅友禮 － 維他奶國際主席、羅桂祥基金受託人
      - Joy Lo 羅其樂 －
      - May Lo 羅其美 － 維他奶國際非執行董事

    - 羅慕連 － 維他奶國際主要股東、羅桂祥基金受託人
      - Michelle Chan －
      - Yvonne Chan －
      - Alexandra Chan －

    - 羅慕玲 － 維他奶國際執行董事、羅桂祥基金受託人
      - Keiko Fukuda －

  - 八子羅騰祥 － 大家樂創辦人之一(1915年－2016年6月30日)[5][6]
    - 羅碧靈 － 曾任大家樂執行董事、快餐及機構飲食總經理[8]
    - 羅開光 － 曾任大家樂首席執行官[10][5]，2016年接替姊／妹夫陳裕光成為集團主席[9][11]
    - 羅寶靈 = 女婿陳裕光 - 曾任大家樂執行主席，2016年退任
      - 陳浩弘 [12]
      - 陳浩寧

  - 九子羅芳祥 － 大快活創辦人及大家樂創辦人之一 (? －2004年8月28日)[13] = 李貴鳳
    - 羅開彌 － 陽光一代旗下波仔創辦人之一
    - 羅開福 － 大家樂及大快活創辦人之一
    - 羅開揚 － 大快活主席兼行政總裁
      - 羅輝承 － 大快活行政經理

### 其他成員
- - 羅傑承 = 梁芷珊（第二任妻子，2002-2017） － 叔公乃維他奶創辦人羅桂祥[來源請求]，父親是羅開棋，前澳門維他奶的經理[14]
    - 羅雪儀（Cherry） = Colin，長女（首任妻子所出）
    - 羅欣儀（Gloria），次女（首任妻子所出）
    - 羅旭峰，兒子（首任妻子所出）
    - 羅樂桐，幼女（梁芷珊所出）

## 外部連結
- http://www.hkexnews.hk/listedco/listconews/sehk/20010727/341/F107_c.pdf
- http://www.vitasoy.com/staging/pdf/shareholder/TC/ShareholdersCircular.pdf%5B%5D
- http://paper.wenweipo.com/2009/07/22/MR0907220001.htm （页面存档备份，存于）
- . 香港新報.   [2010-05-05].[永久]
- . 罗氏通谱网. 2003-03-01  [2010-05-05]. （原始内容存档于2011-05-19）.
- . 壹週刊 ((ktgss.edu.hk存檔)). 2009-07-02  [2010-05-05]. （原始内容存档于2016-03-24）.
- . 太陽報. 2004-05-05  [2010-05-05]. （原始内容存档于2016-03-05）.
- . 蘋果日報 (香港). 2016-07-05  [2016-08-15]. （原始内容存档于2017-06-10）.
- . 蘋果日報 (香港). 2016-07-05  [2016-08-15]. （原始内容存档于2016-10-12）.
- 2001年 - 陽光午餐  （页面存档备份，存于），YouTube